# جون أندرسون (سياسي)
جون أندرسون (بالإنجليزية: John Anderson)‏ هو محامي وسياسي أمريكي، ولد في 30 يوليو 1792 في الولايات المتحدة، وتوفي في 21 أغسطس 1853 في نفس البلد. حزبياً، نشط في الحزب الديمقراطي. وقد انتخب عضو مجلس النواب الأمريكي.